# The Winds of Winter (Game of Thrones)
"The Winds of Winter" är det tionde avsnittet av säsong sex av HBO:s fantasyserie Game of Thrones och det sextionde avsnittet totalt. Avsnittet skrevs av serieskaparna David Benioff och D.B. Weiss, och regisserades av Miguel Sapochnik.